# L'Aiguille empoisonnée
L'Aiguille empoisonnée est un roman historique et policier pour la jeunesse d'Annie Jay, publié le 17 août 2011. L'histoire se passe sous le règne de Louis XIV, de décembre 1682 à janvier 1683.

## Résumé
Agnès Bonneval est remplisseuse à Versailles. En tant que femme, elle ne peut exercer ses talents de créatrice, car la confection de robes de cour est réservée aux hommes. Pourtant, en grand secret, Agnès crée des modèles que son fiancé Julien coud.
Un soir, la jeune fille disparait. Le lendemain, on découvre que la cassette de la Reine est vide. Pour le Marquis de Sourches, l’affaire est simple : Agnès a dérobé les bijoux et s’est enfuie. Ce n’est pourtant pas l’avis de Cécile Drouet, l’amie d’Agnès et de Julien, qui décide de tirer l’affaire au clair. Aidée de ses amis et du médecin Fagon, elle se met à la recherche d’Agnès, d’autant plus inquiète que le château de Versailles devient le théâtre de morts suspectes : un poison d’Amérique du Sud, le ourari, serait à l’origine des drames…

## Personnages

### Personnages fictifs
- Cécile Drouet, demoiselle de la Reine, amie de Pauline et fiancée de Guillaume.
- Guillaume de Saint-Béryl, frère de Pauline et fiancé de Cécile, garde-écossais.
- Julien Bricourt, garçon tailleur de la Reine.
- Eugène Girard, garde de la cassette.
- Agnès Bonneval, remplisseuse de la Reine.
- Pauline de Saint-Béryl, demoiselle de la Reine.
- Philippe de Floréac, jeune courtisan.
- Elisabeth de Coucy, demoiselle de la reine, amie de Pauline et Cécile.
- Gaétan Richebert, brodeur. Il est la première victime de l'aiguille empoisonnée.
- Silvère Galéas des Réaux, jeune comte, fiancé de Pauline.
- Thomas de Pontfavier, cousin de Pauline et de Guillaume.
- Mme du Payol, dame de la Cour.
- Marina, une Amérindienne.

### Personnages historiques
- Guy-Crescent Fagon, médecin de la Reine.
- Antoine Daquin, médecin du Roi.
- Alexandre Bontemps, valet de chambre du Roi.
- Louis XIV, Roi de France.
- Marie-Thérèse d'Autriche, Reine de France.
- Athénaïs de Montespan, ancienne favorite du Roi.